# GAZ-66
GAZ-66（ロシア語: ГАЗ-66）は、1960年代にソビエト連邦のゴーリキー自動車工場 (ゴーリキー・アフタマヴィーリヌイ・ザヴォート、GAZ) で開発された4×4輪駆動または4×2輪駆動のキャブオーバー型軍用トラックである。
ソビエト連邦軍の機械化歩兵部隊や砲兵部隊などで広く使用され、多くの派生車種が開発されている。各タイプを合わせた総生産数は、1999年に生産終了するまでに965,941両に達した。

## 概要
GAZ-66は、1962年に1.2トントラックのGAZ-62（1958年-1962年）および2トントラックのGAZ-63（1948年-1968年）の後継となる2トントラックとして開発され、量産は1964年に始まった。1966年にモスクワで行われた"現代農業機械"展で金賞を受賞、1968年にはタイヤ空気圧自動調整システム (Central Tire Inflation System, CTIS)の搭載モデルが開発された。
GAZ-66はソビエト連邦内および中東やアフリカなども含む他の多くの東側諸国に輸出され、民間や軍で使用された。1991年のソビエト連邦の崩壊後もロシア連邦軍で運用が続けられた。1990年代中頃になると後継車種のGAZ-3308の生産が始まったことでGAZ-66の生産は縮小され、1999年に生産が終了した。現在、ロシア軍においてはGAZ-3308やKAMAZ マスタングへの更新が進められているが、現役の車両も残っている。また多くの国でも現役である。
GAZ-66は多くの派生車種が開発されている。フロントバンパー部分のウィンチの有無や空気圧自動調整システムの装備の有無によって分類されるほか、軍で使用されるカーゴ型やショップバン型、その他多くの特殊車両が存在する。通常のカーゴ型の荷台にZU-23-2やZPU-4のような対空機関砲を搭載し、対空用のガントラックとして使用された車両もある。

## 形式

### 基本形式
GAZ-66-1
1964年～1968年。空気圧調整システムを装備していない、最初に製造された基本型。
GAZ-66A
1964年～1968年。GAZ-66-1のウィンチ装備型。
GAZ-34
6×6輪駆動の試作型。
GAZ-66B
1966年。空挺部隊向けにキャブの屋根およびフロントガラス部を折り畳み式にし、ハンドルも伸縮式にしたもの。
GAZ-66D
1964年～1968年。パワーテイクオフ機能を有する車台形式。
GAZ-66P
トラクター型。試作車。
GAZ-66E
1964年～1968年。電装部にシールドを施した車種。
GAZ-66-01
1968年～1985年。空気圧調整システムを装備した基本型。
GAZ-66-02
1968年～1985年。GAZ-66-01のウィンチ装備型。
GAZ-66-03
1968年～1985年。GAZ-66-01の電装部シールド型。
GAZ-66-04
1968年～1985年。電装部シールド型の車台形式。
GAZ-66-05
1968年～1985年。GAZ-66-01の電装部シールド型の、ウィンチ装備型。
GAZ-66-11
1985年～1996年。改修された基本型。
GAZ-66-12
1985年～1996年。GAZ-66-11のウィンチ装備型。
GAZ-66-12
1985年～1996年。電装部シールド型の改修型車台形式。パワーテイクオフ機能も持つ。
GAZ-66-15
1985年～1996年。GAZ-66-11の電装部シールド型の、ウィンチ装備型。
GAZ-66-16
1991年～1993年。エンジンをZMZ-513に換装し積載容量を2.3トンに増加した改修型。
GAZ-66-21
1993年～1995年。後輪をダブルタイヤとし、GAZ-53と共通の木製荷台を使用し積載容量を3.5トンに増やした廉価版。
GAZ-66-31
トラック用シャーシの型番。
GAZ-66-41
1992年～1995年。GAZ-544自然吸気ディーゼルエンジンに換装した改修型。
GAZ-66-40
1995年～1999年。GAZ-5441ターボディーゼルエンジン (123hp) に換装した改修型。最後期に生産された車種である。
GAZ-66-92
1987年～1995年。極北地域向けの寒冷地仕様型。
GAZ-66-96
バスタイプの車両用車台。

### 輸出仕様の形式
GAZ-66-51
1968年～1985年。GAZ-66-01の輸出型。
GAZ-66-52
1968年～1985年。GAZ-66-51のウィンチ装備型。
GAZ-66-81
1985年～1995年。温帯地域向けの輸出型。
GAZ-66-91
1985年～1995年。熱帯地域向けの輸出型。

### 特殊仕様
AP-2
軍仕様の救急車型。軍医療部隊の輸送車両。
AS-66
軍仕様の救急車型。負傷者の緊急搬送向け。
ASO-12
消防車型。
DDA-2
消毒、汚染除去用のシャワーを備えた車両。衛生部隊などで運用される。
GZSA-731, 983A, 947, 3713, 3714
各種ショップバン型トラック。郵便車、食料輸送車、薬剤輸送車など。
R-142N
ショップバン型の無線指揮車両。
MZ-66
燃料タンカー型。
BM-21V グラートV
空挺部隊向けの122mm多連装ロケット砲搭載車両。GAZ-66Bをベースに1969年に開発された。
3902, 3903, 39021, 39031
技術部隊で使用される移動式ワークショップ型（ショップバン型）。
2001, 2002, 3718, 3719, 3716, 3924, 39521
診療設備を装備した病院車。
NZAS-3964, Volgar-39461
バスタイプの車両。
GAZ-SAZ-3511, GAZ-KAZ-3511
GAZ-66-31をベースに農業用設備を搭載した車両。

## 画像

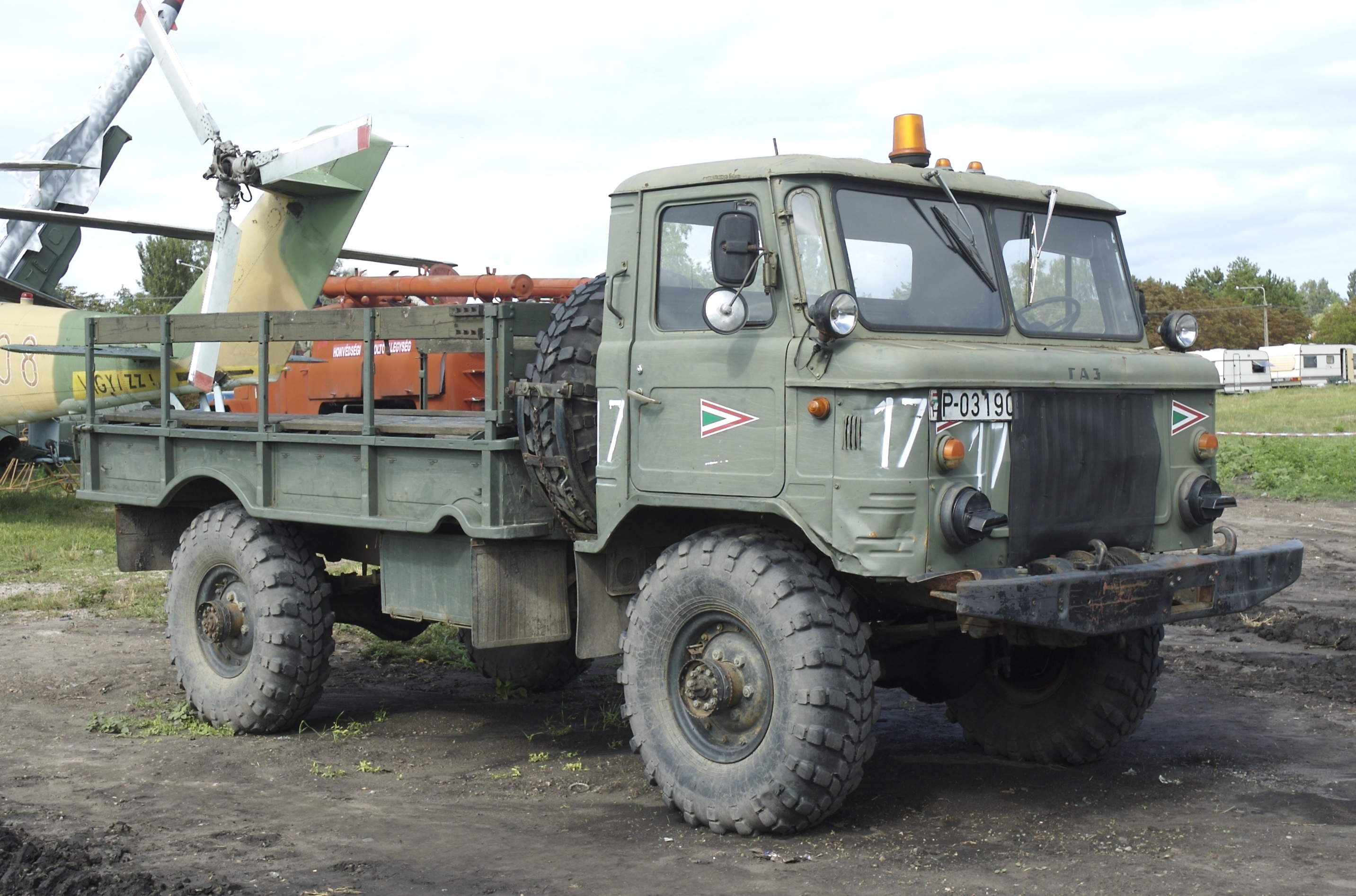
標準的なカーゴトラック型。ウィンチ装備車。
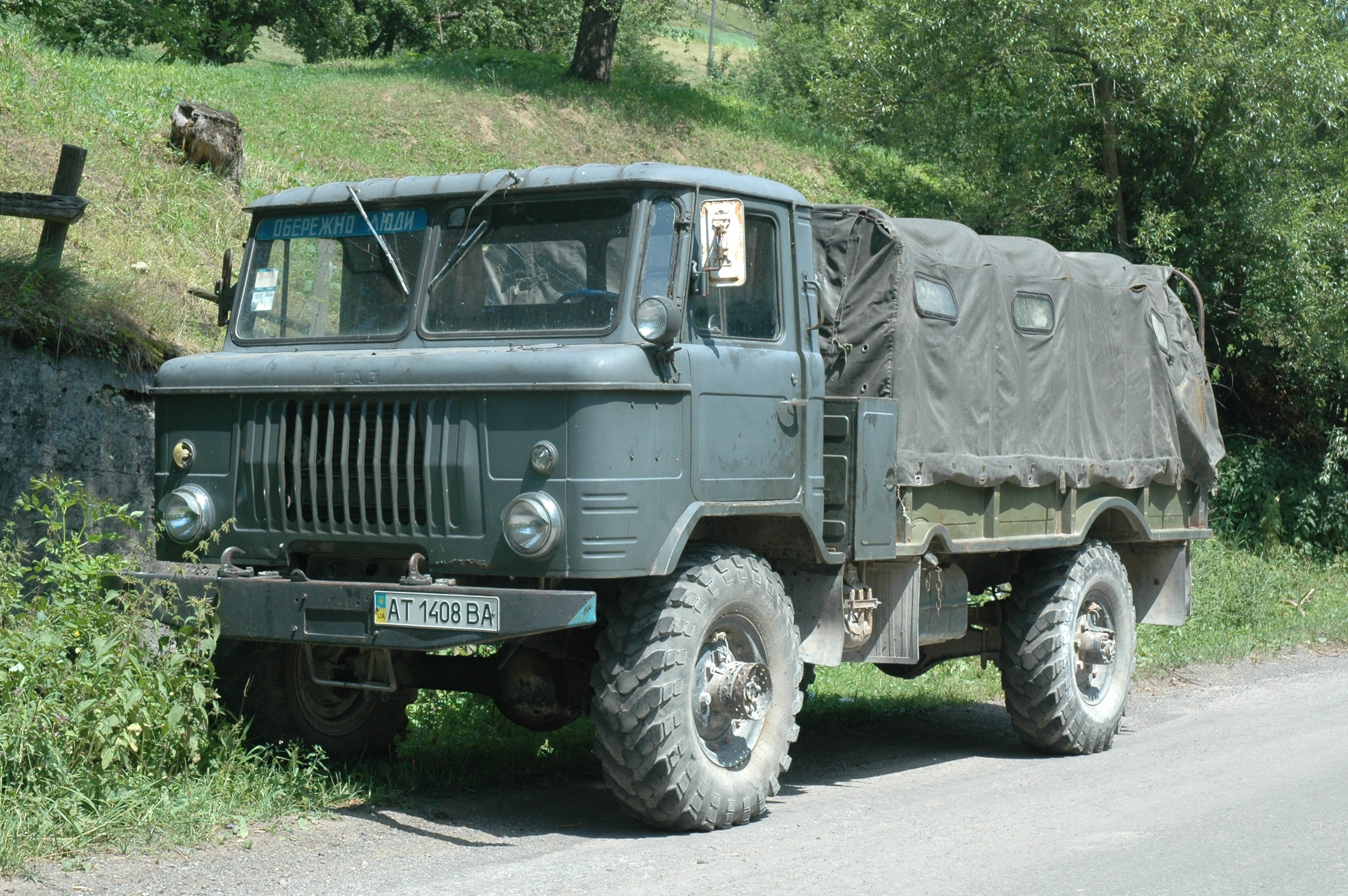
カーゴ型に幌を装着した状態。
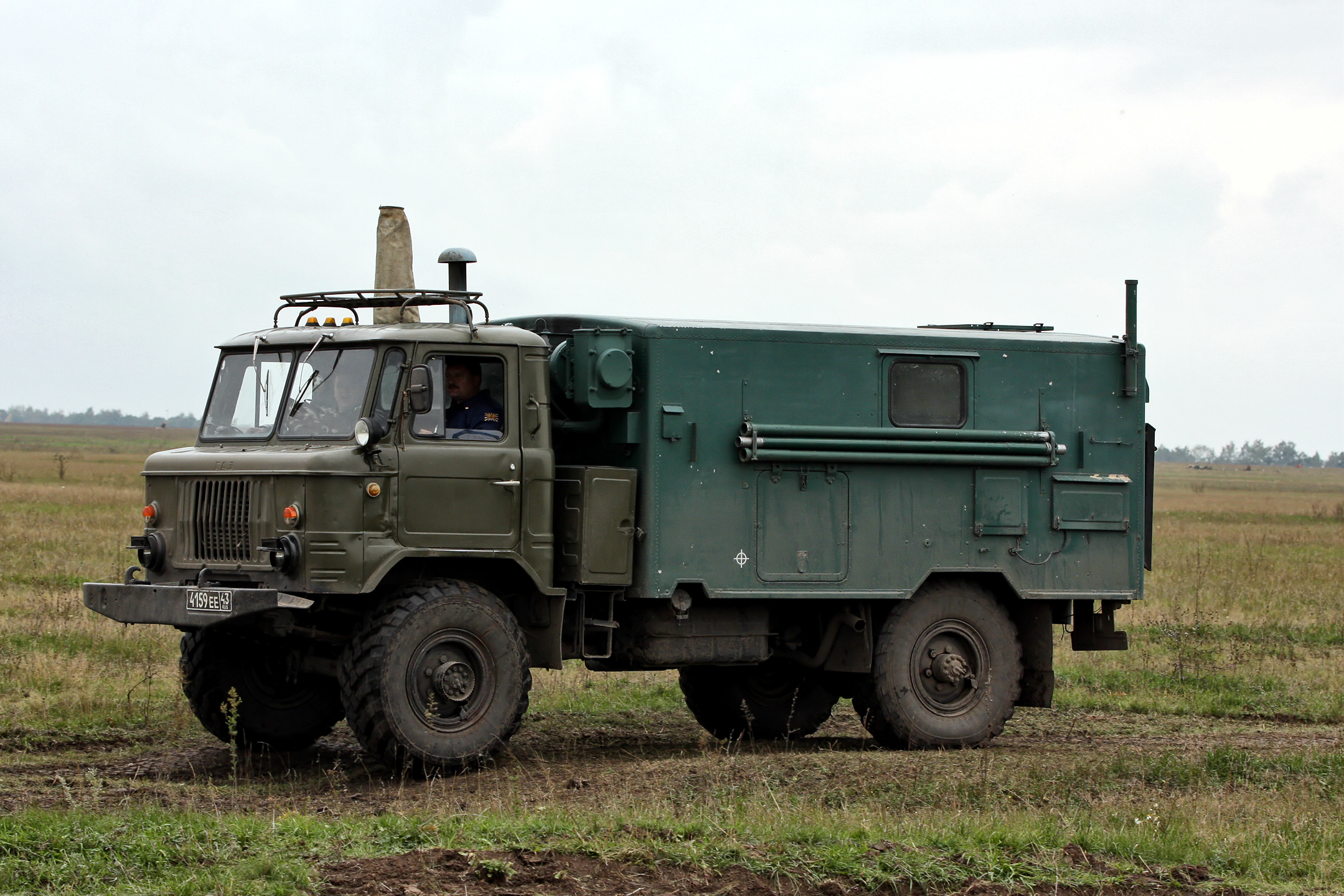
ロシア空挺軍第106親衛空挺師団の車両。
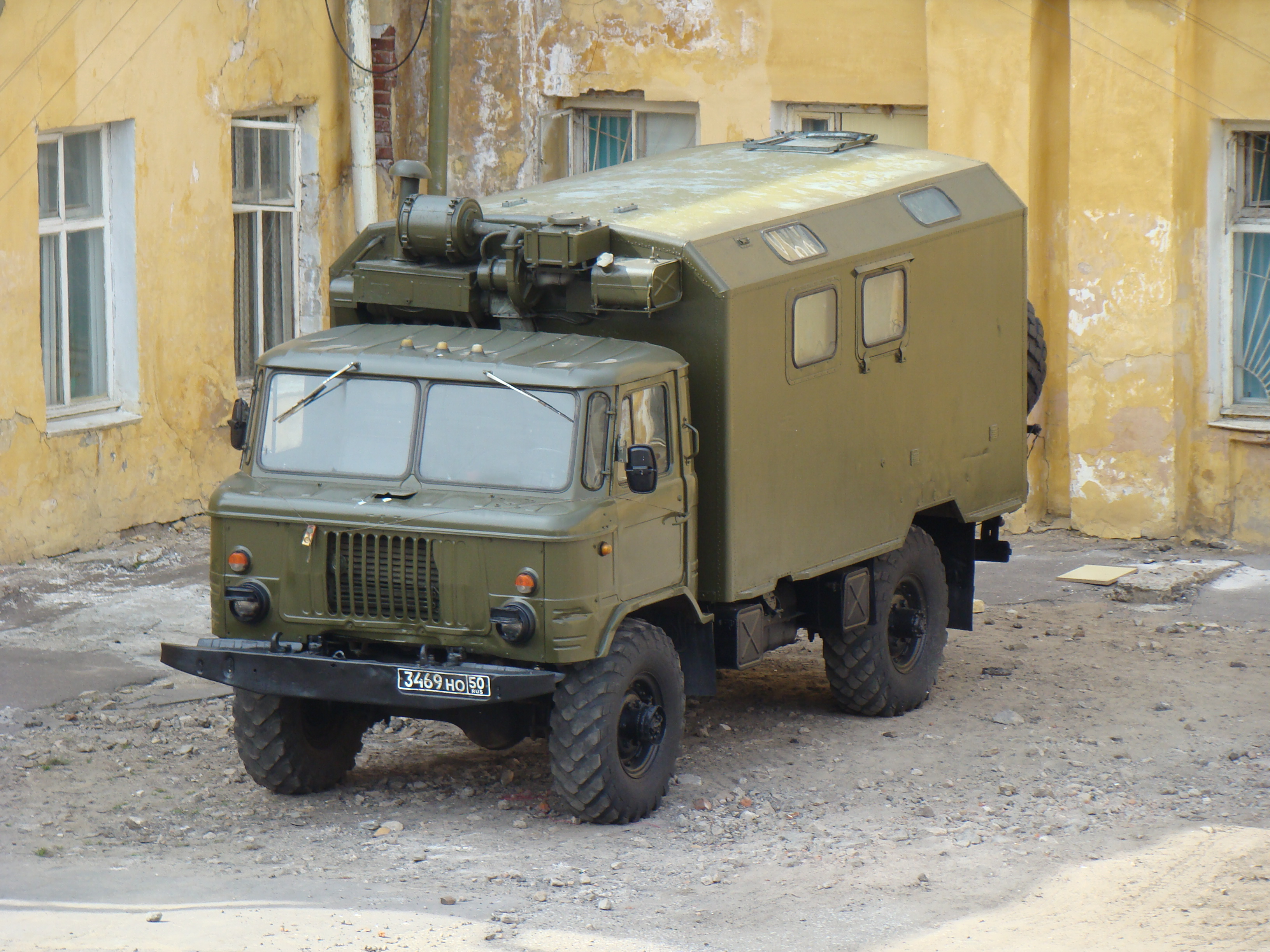
ハイルーフタイプのショップバン型。
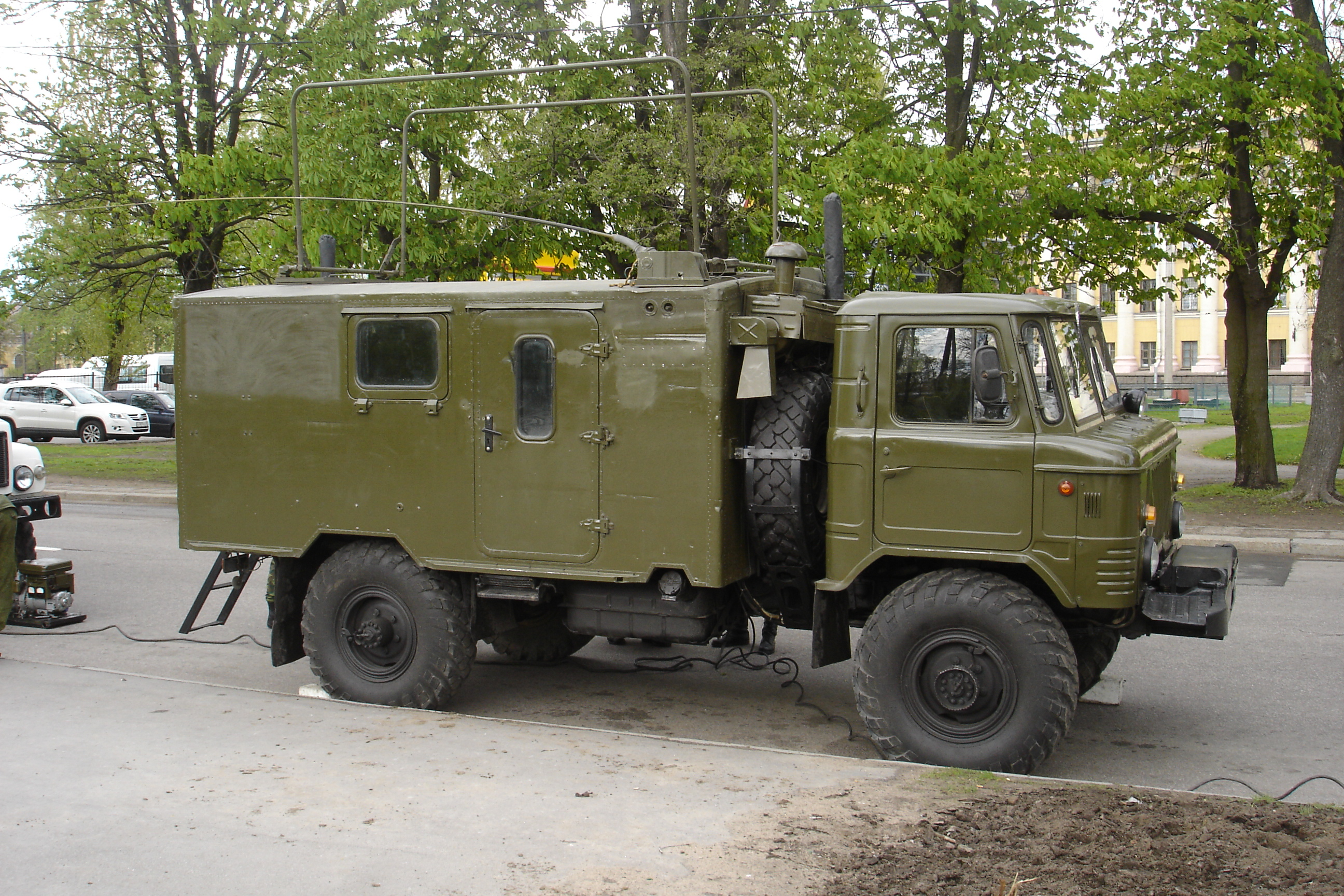
無線指揮車型のR-142N。
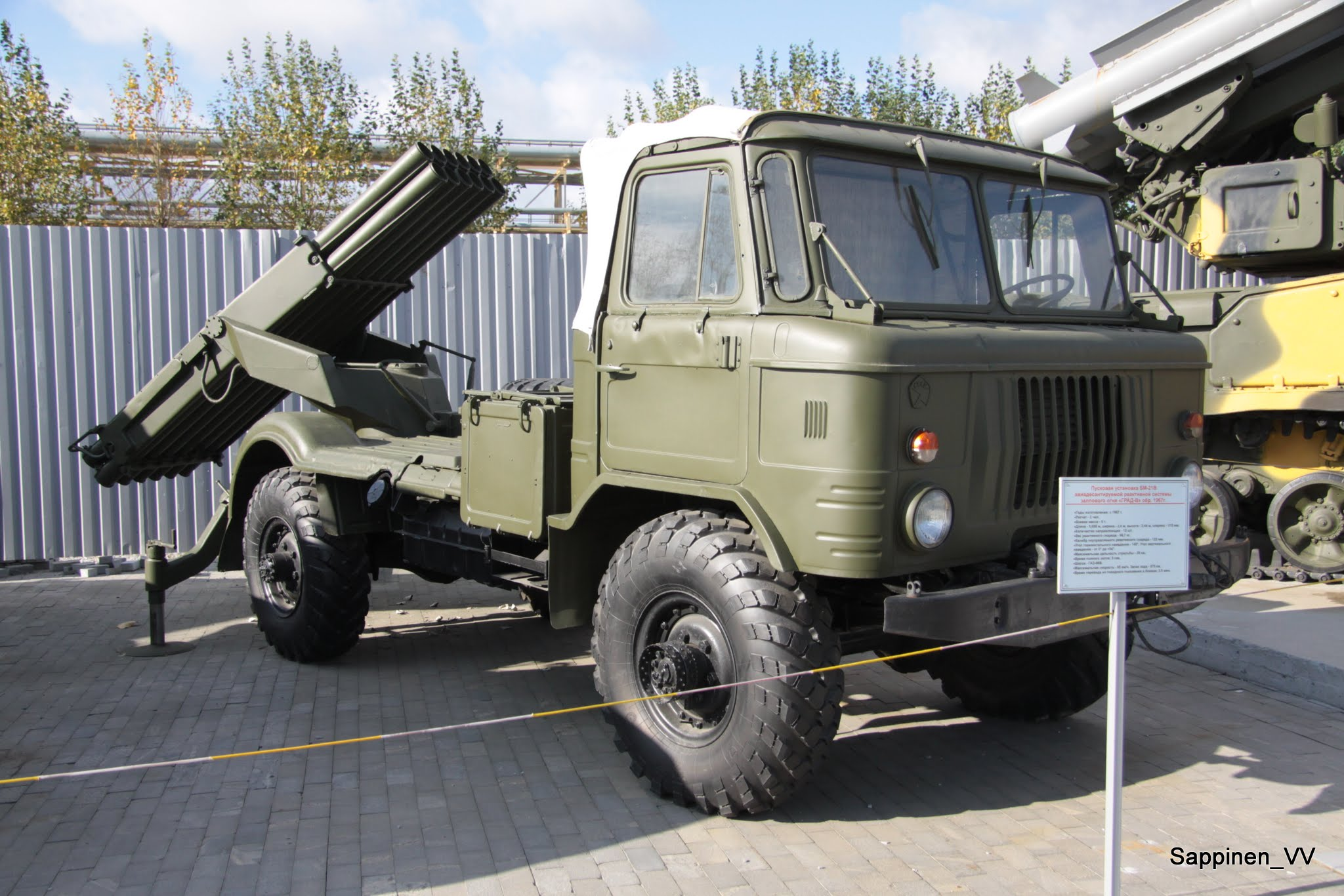
BM-21多連装ロケット砲を搭載した"BM-21V グラートV"。
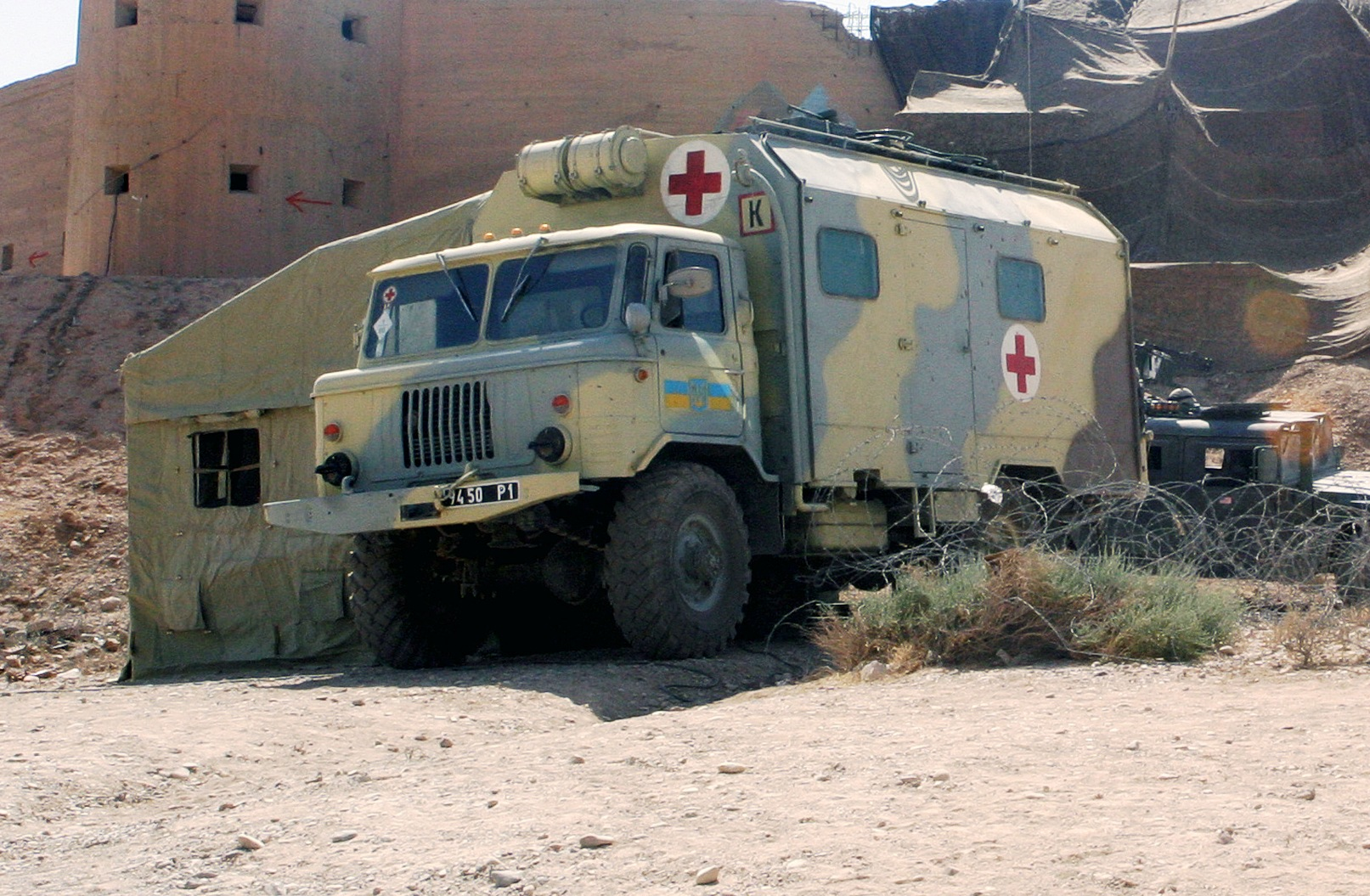
ウクライナ軍がイラク戦争に派遣した救急車型。
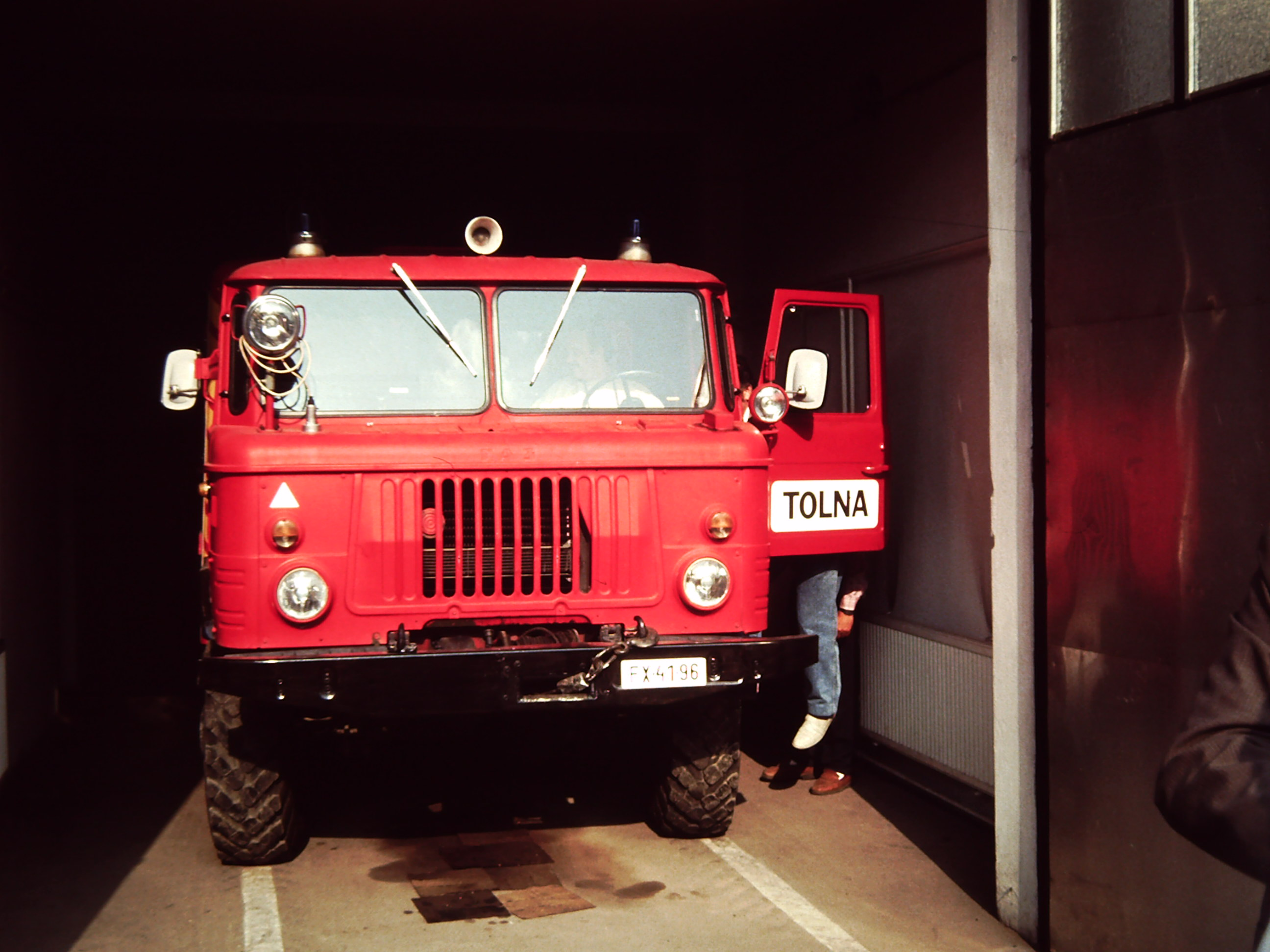
消防車型のASO-12。
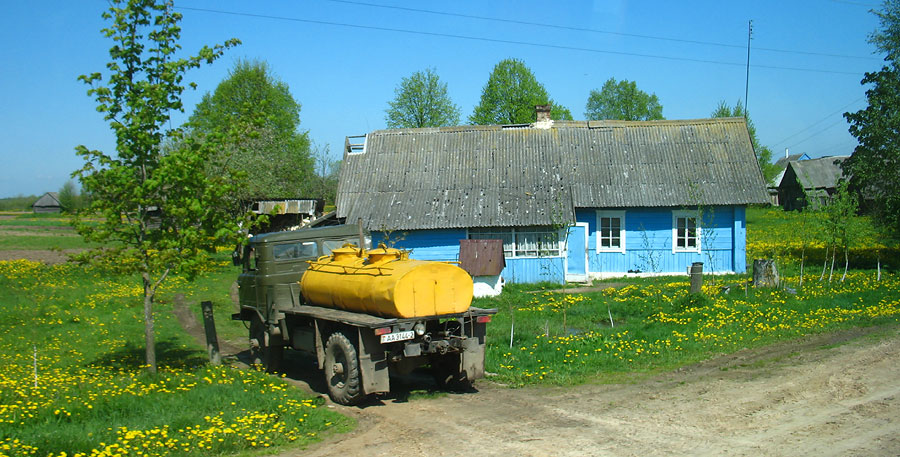
ベラルーシで牛乳を運ぶタンク車として使用されているGAZ-66 (NZ-66)。
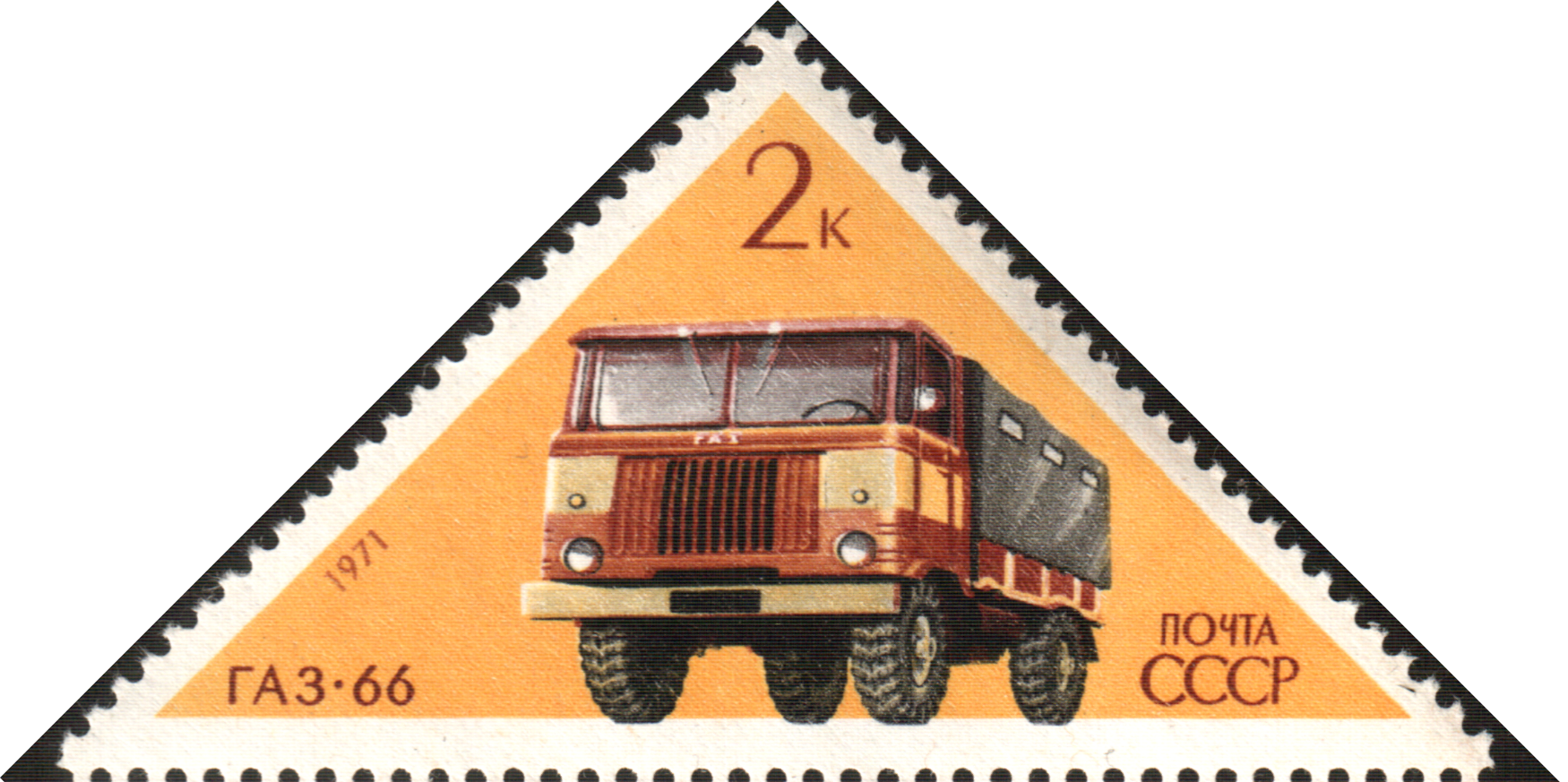
GAZ-66を描いた1971年のソ連の切手。

## 登場作品

### 映画
『エクスペンダブルズ2』
ジャン＝クロード・ヴァン・ダムが演じる悪役の武装集団がGAZ-66を使用している。

### 漫画・アニメ
『ヨルムンガンド』
民兵組織「バルドラ」リーダーのドラガン・ニコラヴィッチが「バルドラ」の兵士を乗せて自車の護衛として前後に配置するが、ワイリによって遠隔操作で地面に埋めた122mm砲弾を起爆され、ドラガンの車を除いて吹き飛ばされる。

### ゲーム
『コール オブ デューティシリーズ』
『CoD:BO』
ソ連軍が使用しており、主に兵士の輸送に使用されるほか、DShK38重機関銃で武装している車両もある。
『CoD:BO2』
パナマ国防軍が兵士の輸送に使用する。